# Centro (Miguel Pereira)
O Centro é o principal bairro da cidade turística de Miguel Pereira, no estado do Rio de Janeiro (Brasil). Não é um bairro muito grande, porém nele estão localizados os maiores pontos turísticos da cidade, como a Igreja Matriz (na verdade, duas: a antiga e a nova), o Museu Francisco Alves, em homenagem ao falecido cantor, e a antiga estação de trem, entre outros.

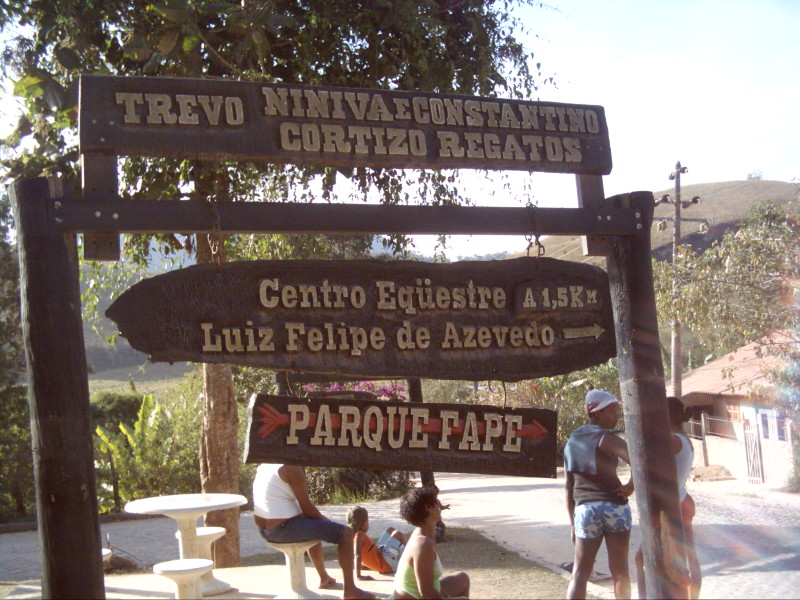
Divisa dos bairros Pantanal e Marada, próximos ao Centro de Miguel Pereira

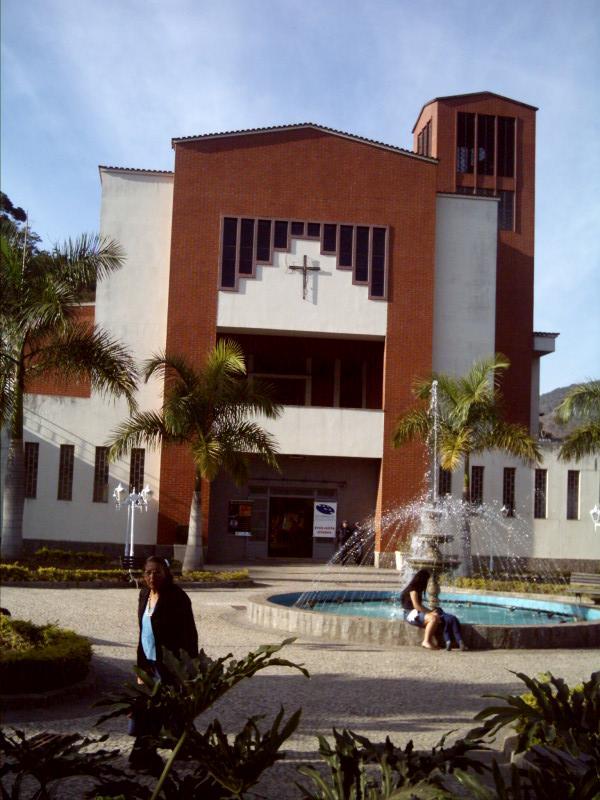
Igreja Matriz de Santo Antônio, no Centro de Miguel Pereira

Também estão no centro a Prefeitura, a Câmara Municipal e o Fórum de Miguel Pereira. O bairro possui uma forte infra-estrutura, com uma boa rede de serviços, como restaurantes de vários gostos e preços, supermercados e lojas dos mais variados produtos. O sistema de ônibus para outros bairros, porém, é um tanto deficitário.

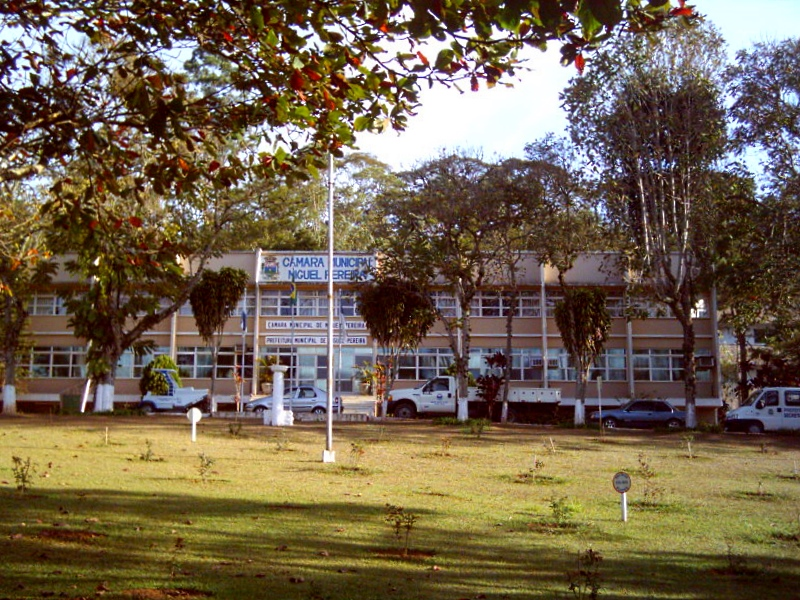
Câmara Municipal, no Centro de Miguel Pereira

Aos turistas, os moradores costumam se referir ao centro como a área que vai da Igreja Matriz até as cercanias do Fórum, porém oficialmente o bairro ainda se estende por algumas ruas nos arredores, até as divisas com bairros vizinhos, que também fazem parte do 1º distrito. Destes, o Centro se diferencia muito em termos arquitetônicos e no estilo das ruas, além do fato de a maior parte destes bairros se localizarem nas subidas das serras em volta da cidade. Entre estes bairros, podemos citar a Vila Suissa, o Pantanal, Marada e a Praça da Ponte, entre outros.

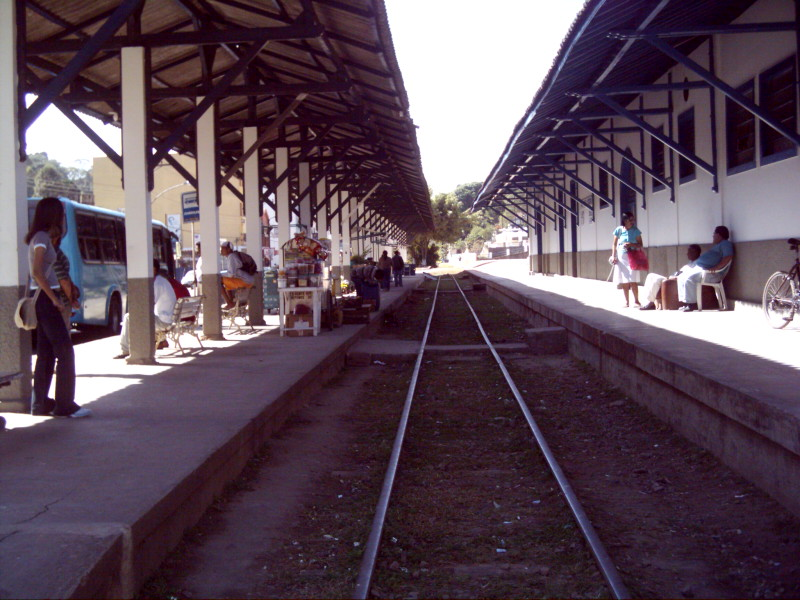
Antiga Estação de Trem, hoje desativada. Atração turística do Centro de Miguel Pereira

De acordo com o que exatamente a pessoa queira se referir, o Centro pode ser todo o 1º Distrito, o bairro do Centro propriamente dito e oficialmente delimitado, ou somente às ruas principais da cidade, no entorno da Prefeitura.